# Nihali
Nihali (též nahali nebo kalto) je ohrožený jazyk, rozšířený v oblasti indického města Jalgaon Jamod, na hranici států Maháráštra a Madhjapradéš. V roce 1991 se počet mluvčích odhadoval na 2000, podle průzkumu z roku 2016 jich může být až 2500.
Nihali je tradičním jazykem kmene Nihalů, kteří tradičně žijí v oblasti na jih od řeky Táptí, centrem této oblasti je vesnice Tembi v madhajapradéšském distriktu Nimar, ale žijí i v maháráštraském distriktu Buldhana, především pak v obcích Jamod, Sonbardi, Kuvardev, Chalthana, Ambavara, Wasali, and Cicari. Každá z těchto oblasti má svůj dialekt nihali. Nihalové pravděpodobně dříve žili jako lovci a sběrači v džunglích, později začali pracovat především jako zemědělští pomocníci pracující pro Korky, což je další národ žijící v tomto regionu. Počet Nihalů se odhaduje na 5000, obvykle jsou poměrně chudí a negramotní, většina z nich mluví jazykem korku (jazyk Korků), ale část Nihalů si svůj jazyk udržuje. Všichni mluvčí jazyka nihali ovládají alespoň jeden další jazyk, obvykle korku, maráthštinu nebo hindštinu.
Jazyk nihali se také často nazývá kalto, jazyk kalto je ovšem spojen s kmenem Kaltů, který žije ve stejném regionu podobným životem jako Nihalové, přičemž Nihalové jsou často jako Kaltové označováni. Jazyk kalto ovšem s nihali příbuzný není, je to indoárijský jazyk.

## Zařazení jazyka
Většina slov v nihali pochází z jiných jazyků, obvykle z korku, ze kterého pochází zhruba čtvrtina slov a silně ovlivnil také morfologii nihali. Nihali ale také ovlivnily drávidské jazyky nebo maráthština. Zhruba čtvrtina slov se ale nevyskytuje v žádném jiném jazyce, ať už jde o číslovky, nebo o většinu základních slov (například slova corṭo (krev) nebo kalen (vejce)).
Jazyk nihali nepatří ani mezi indoevropské jazyky, ani mezi drávidské jazyky a ani mezi mundské jazyky (podskupina austroasijských jazyků, kam patří i korku). Pravděpodobně je pozůstatkem jazykové rodiny, která byla více rozšířená v časech předindoevropské Indie. Některé teorie dávají nihali do souvislosti s dalšími izolovanými jazyky jako je ainština, burušaskí a kusunda.
Nizozemský lingvista Franciscus Kuiper jako první navrhl teorii, že nihali nemá nic společného s ostatními jazyky Indie. Kuiper ale také tvrdil, že nihali se od ostatních místních jazyků liší hlavně použitím. Tvrdil, že nihali sloužil jako tajný jazyk používaný mezi zloději (argot).